# Birkkarspitze
Birkkarspitze – szczyt w paśmie Karwendel, w Alpach Wschodnich. Leży w Austrii, w kraju związkowym Tyrol, przy granicy z Niemcami. Jest to najwyższy szczyt pasma Karwendel. Znajduje się na północ od doliny Innu i miasta Innsbruck. Szczyt ten można zdobyć drogą ze schroniska Karwendelhaus (1765 m n.p.m.).
Pierwszego wejścia, 6 lipca 1870 r., dokonał Hermann von Barth.